# Bargi Matal

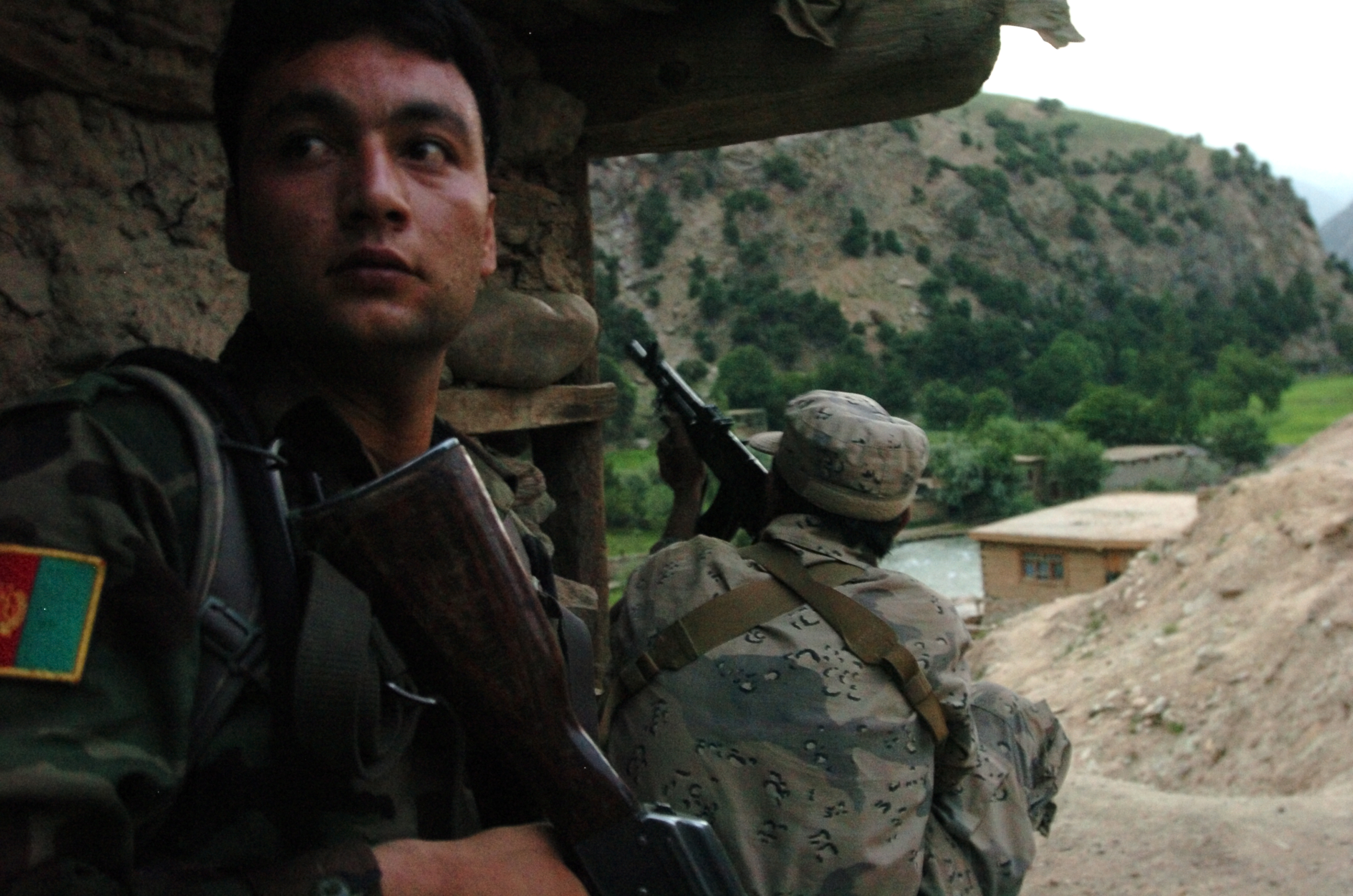
Soldados afganos luchando en Bargi Matal en 2009

Bargi Matal es un distrito de Nuristán, Afganistán con unos 16000 habitantes. Contiene unas 21 aldeas.

## Geografía
El distrito está ubicado en la orilla del río Kunar, al norte del distrito Kamdesh.
El centro administrativo es la aldea de Bargimatal.

## Economía
Se cultiva maíz, trigo y granos. Hay también crías de cabras, vacas y burros.